# Pereiras-Gare
Pereiras-Gare is een plaats (freguesia) in de Portugese gemeente Odemira en telt 373 inwoners (2001).